# Siarhiej Kryżewicz
Siarhiej Iwanawicz Kryżewicz (biał. Сяргей Іванавіч Крыжэвіч, ros. Сергей Иванович Крыжевич, Siergiej Iwanowicz Kryżewicz; ur. 17 lutego 1952 w Krzyczewie w obwodzie mohylewskim) – białoruski ekonomista i polityk, w latach 2008–2012 deputowany do Izby Reprezentantów Zgromadzenia Narodowego Republiki Białorusi IV kadencji.

## Życiorys
Urodził się 17 lutego 1952 roku w mieście Krzyczew, w obwodzie mohylewskim Białoruskiej SRR, ZSRR. Ukończył Białoruski Państwowy Instytut Gospodarki Narodowej im. W. Kujbyszewa ze specjalnością „budżet państwowy, planowanie przemysłu”, uzyskując wykształcenie finansisty i ekonomisty, a także Wyższą Szkołę Partyjną. Pracę rozpoczął jako inspektor dochodów państwowych działu finansowego Szkłowskiego Rejonowego Komitetu Wykonawczego. Odbył służbę wojskową w szeregach Armii Radzieckiej. Następnie pracował jako ekonomista, starszy ekonomista, starszy inżynier, kierownik wydziału produkcyjno-planowego w organizacjach budowlanych firm „Biełmieżkołchozstroj” i „Biełsielstroj”, wykładowca, instruktor działu organizacyjnego Krzyczewskiego Komitetu Miejskiego Komunistycznej Partii Białorusi, przewodniczący komisji planowej, zastępca przewodniczącego Komitetu Wykonawczego Krzyczewskiej Miejskiej Rady Deputowanych, zastępca przewodniczącego Krzyczewskiego Miejskiego Komitetu Wykonawczego, zastępca przewodniczącego Czerykowskiego Rejonowego Komitetu Wykonawczego. W latach 2000–2008 pełnił funkcję przewodniczącego Kliczewskiego Rejonowego Komitetu Wykonawczego. Był delegatem na pierwsze, drugie i trzecie Ogólnobiałoruskie Zgromadzenie Ludowe.
27 października 2008 roku został deputowanym do Izby Reprezentantów Zgromadzenia Narodowego Republiki Białorusi IV kadencji z Osipowickiego Okręgu Wyborczego Nr 89. Pełnił w niej funkcję członka Stałej Komisji ds. Rolnych. Od 13 listopada 2008 roku był członkiem Narodowej Grupy Republiki Białorusi w Unii Międzyparlamentarnej.

## Odznaczenia
- Order Honoru;
- Medal Jubileuszowy „60 Lat Zwycięstwa w Wielkiej Wojnie Ojczyźnianej lat 1941–1945”;
- Medal Jubileuszowy „90 Lat Sił Zbrojnych Republiki Białorusi”;
- Medal „Za Zasługi w Pracy”;
- Gramota Pochwalna Ministerstwa Obrony Republiki Białorusi[1].

## Życie prywatne
Siarhiej Kryżewicz jest żonaty, ma syna.